# Oakley, Utah
Oakley är en stad i Summit County i Utah. Vid 2020 års folkräkning hade Oakley 1 578 invånare.